# タケニグサ
タケニグサ（竹似草、学名: Macleaya cordata）はケシ科タケニグサ属の多年生草本である。
成長すると高さ1 - 2メートルを越える高さに達する。伐採地や崩壊地の先駆種となり、都市の空地などにも多く見られる。世界に2種のみで、日本原産種と、中国大陸，台湾原産の小果博落廻(Macleaya_Microcarpa)のみである。南アメリカ大陸のアルゼンチン、コロンビアなどにボッコニア、ボッコニア フルテサエンスなどという近い種類の木本植物がある。

## 名称
日本名は、果実の様子が、平たく薄い竹の葉のような形状で、竹に似ている様子から、竹似草と名付いた。英名は、「羽毛ケシ」（Plumepoppy=プルームポピー）とよばれるが、開花中の花序の白い雄蘂が多数（約30本くらい）着いている様子が、鳥の羽毛の下部になるダウンに似ていることに由来する。

## タケニグサ属植物の概要
タケニグサはケシ科 タケニグサ属に属し、ケナシチャンパギク（毛無占城菊、学名: Macleaya cordata）およびマルバタケニグサ（丸葉竹似草、学名: Macleaya cordata）とともに原産および自生地は、本州以南の日本各地（本州・淡路島、四国・瀬戸内、九州・薩南諸島、沖縄・南西諸島・先島諸島、その周辺の各諸島、伊豆諸島、佐渡、隠岐、壱岐、対馬、五島)などが自然の自生地である。日当たりのよい草原、空地、崩壊地、林道脇、山地などでの鉄道路線の敷地脇といった、ほかの植物が生育していない場所の崩れたり、人手の入ったりした箇所によく見られるパイオニアプランツ（先駆植物、初生植物）の性質を持つ多年生草本である。1995年ごろには、貨物輸送の鉄道貨物、トラック輸送、船舶貨物、航空貨物いずれも、付着した種子を持ち込み、北海道のこれらの施設や、これによって運ばれた園芸植物とともに根茎が混入しての栄養繁殖で、北海道内の各地のおもに人工法面に、本州以南から運ばれて来た土中に混入の種子または根茎により、生育が見られはじめている。Macleaya cordata 各種の原産は日本で、本来は国外の自生は無い。他に中国大陸原産種が、もう1種（小果博落廻、Macleaya microcarpa = 小さい果実のタケニグサの意味）存在があり東アジア、中国大陸、台湾一帯に自生する。日本原産種に比べ果実が小さいだけでなく、大まかな状態を示すと、多少全体も小形になる傾向がある。ほかは、葉の鋸歯の先端が尖る（日本原産の個体は、鋸歯の先端は丸くなり尖る事はない）ことと、葉の裏面、葉脈、地上茎が白いこと、根茎が橙色で、鮮紅色の年輪があり、橙色の乳汁を出すことなど、ほとんど同じ性質である。遺伝子は異なるので、同一種ではない。日本原産種、中国大陸原産種ともに欧米ではイングリッシュガーデンなどに植栽する人気のある園芸植物で、日本が原産のタケニグサ（ケナシチャンパギク、マルバタケニグサ含む）も、中国大陸が原産の小果博落廻もすべての英名が Plume poppy（プルームポピー、羽毛ケシ）である。また、欧米での園芸品種改良で両種を掛け合わせているために、両種の雑種も生育し、ケシ粒状の種子で種子枕でアリが餌として収穫後、必要な種子枕を採取後に種子を廃棄するために、庭園外にも両原種とその雑種の生育が見られる。
属名の Macleaya（マクレイヤ、またはマクリアヤ）は、スコットランド - オーストラリアの昆虫学者アレクサンダー・マクレイ（Alexander Macleay）の名を記念してつけられた、タケニグサ属の植物を意味する。そして種小名の cordata はラテン語のハート形の意味で、切れ込みと鋸歯の一番外周だけを繋いだ葉全体の形がハート形となっていることで、特に基部の葉柄に着く部分が心臓形になっていることに由来する。
タケニグサ属の植物は植物体に傷を付けると、人間に対する毒性のある橙色で透化性の乳汁を出すので、ペットや子供などが口に入れないように注意が必要である。場合によっては子供などにはオレンジジュースのように見える可能性がある。白色の乳汁を出す植物の乳汁を、牛乳が出てきていると、舐める子供も存在している。

## 全草の特徴

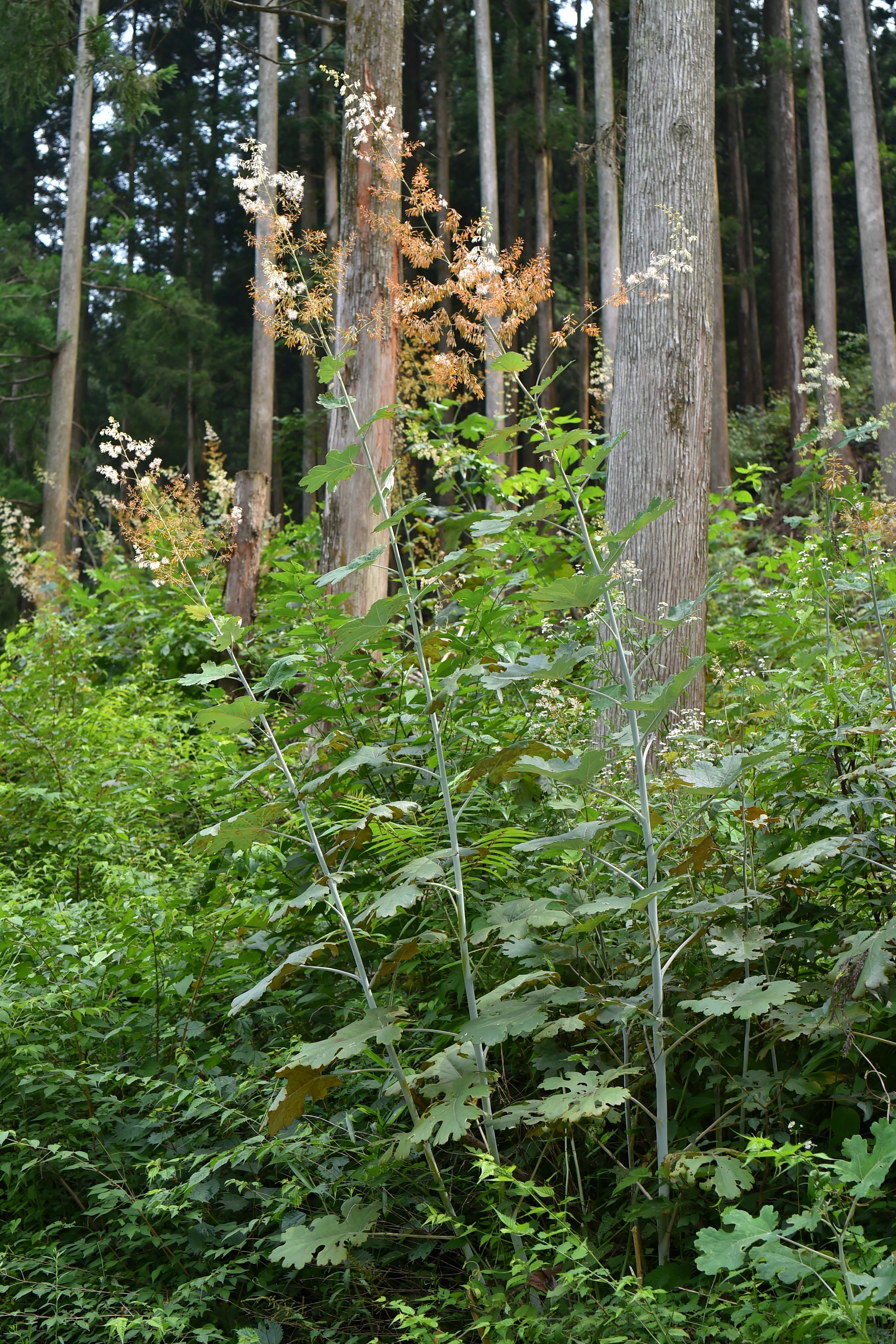
タケニグサ（7月）

平滑な白い薄い表皮に覆われた茎を伸ばして夏の開花時期に草丈1.5 - 2.5メートル (m) に達する高さになり、時として3 m以上の高さに育つ株も出る、大型の多年生草本である。茎を折ったりすると、茎を覆う白い薄い表皮が軽く剥けるので、ひらひらと残っている場合もある。実生での発芽の初年は、まだ茎が細いために「タケニグサ」の名の由来のひとつの特徴である中空の部分が、個体差で茎が肉厚の株は、この空の部分が散出する橙色の乳汁が多く、見えない時にも出会わすこともある。
単葉の葉は互生して、葉の形状がキクに似た形でもあるが、小形の多年生草本で同じケシ科のカナダケシ (Sanguiniaria Canadensis) の葉の形と白い葉柄に、葉の裏面と葉脈がよく似ている形状をし、越年株の春の発芽時に極薄い紫色を帯びることや、根茎が橙色から赤色を呈しており、1年ごとに鮮紅赤色の年輪ができている。麻酔薬の成分でもあるが、有毒物質になるプロトピン、ホモグリドニンや、サンギナリンを生すること、数年間育つと、1本の根茎から地上に2本以上の芽を出して来る栄養繁殖をすることも似ている性質である。
葉の形状大きさと色合いは、葉の形状が似て居ることで「占城菊＝チャンパギク」と名付いたが、その「菊＝キク」の場合は，茎の下部に着生するものも茎頂に着生するものも葉の大きさは略同じ大きさであるが、本種タケニグサの場合は上部に着生する葉は小形だが下部に着生した葉ほど大きく生長して、葉身の長さが30 - 40センチメートル (cm) くらいまで育つ。同時に葉柄も上部ではそれほどでもないが、下部に着いた葉の葉柄は長く、40 cmくらいの葉柄をもち、茎頂の無限花序の部分も含めて円錐形に育つ。葉の表面は濃鮮灰緑色で、その表面の葉脈、裏面、葉柄、地上茎は、白色を呈する。葉の形状は基本的に葉身の葉縁両側に大体4か所（片側2か所）中裂または個体差で深裂し、頂部の裂辺は2か所浅裂をし、それぞれすべての裂辺に不規則な波状の浅裂の鋸歯がある。鋸歯の裂片の先は鈍く丸みを帯びており、それの合わさった形状を呈する。鋸歯の先端の丸くなり黄色味を帯びた箇所は、赤外線撮影を行った場合に、強く反射して光った様に写り込む特徴がある。葉身は心臓形ともいうハート形が基本形で、特に葉柄の基部が心臓形となって、普通の切れ込みは浅裂部分の箇所が深裂になる。裏面には細かい綿毛が密生している。姿形がほとんど同じであるが、葉の裏面にまったく毛の生えていないものが存在している。その個体はケナシチャンパギク（Macleaya Cordata f. glabra）という。葉の形状に繋がる葉脈の伸び形も共通している性質があり、葉柄から葉身になる部分の基部でまず5分裂するものが多く、水平向きに両側へ一本ずつ基部の裂片に向かい、すぐに二つに分かれ斜め下方に向かう。この部分までは下部に葉身がない。葉脈はまっすぐ左右に伸びる分と、斜め下方に向かう葉脈との中間部の位置が、浅く凹むように切れ込みができる。その斜め上向きに両側へ一本ずつ左右中ほどの裂片に向かい、先端手前で二つに分かれるので、葉身は浅く凹むように切れ込みができる。中央の一本がそのまま上部に向かったあとに三分裂する。
秋から冬になって気温が低下すると、葉が茶色になり落葉し、地上茎も枯死をする。真冬の寒気で休眠打破が行われて、地上にそのまま立って居る事も多い前年の枯死した地上茎の脇に翌春の新芽が発芽して来る。その根茎は一年目は実生苗の時の糸より細い状態から15ミリメートル (mm) くらいの太さまで生育し、さらに年を重ねるごとに太く育っていく。実生の発芽時には、非常に小さく細い双葉に茎、本葉であるが、特に生育が早く巨大化していく。根ははじめは地上の茎と同じくらいの12 mmくらいであるが長めに伸びていく。色は橙色で、割ると、木本植物の年輪のような鮮紅色の輪ができている。地上茎や葉の傷から出る乳汁は橙色だが、根茎から出る乳汁の色は、多少橙色が濃く赤みが強く濃い色をしている。カナダケシのように根茎が枝分かれし、地上部が2本以上の芽を出す栄養繁殖をすることがある。

## 生長
本種は下部に着生している葉ほど大きく育つ。初夏に茎の頭頂部に花芽を抱きはじめる。花柄を持つ花は夏に開花を始めるが花弁はなく、蕾時の生熟時には花弁状になり、基部に桃色を帯びている白色の萼片は2枚ずつで、朝方に開花をした時に分離し落下をする。遺伝子の調査で判明した花弁が雄蘂に変化した物も含めて雄蘂は多数で約30本ずつくらいあり、長さは15 mmくらいで白色の糸状であり、葯は5 mmくらいで開花当初は白色で、薄黄褐色から褐色になり、夕方に分離落下をする一日花である。雄蘂の葯に花粉を生ずる。雌蘂は白色で基部が桃色を帯びて長さ10 mmくらい、頭頂部に二つに分かれる桃色の柱頭がある。受粉をした雌蘂の胚乳がある花柱の子房は、山吹色になっていく。無限円錐花序をつくる。この時には、葉の大きさも併せて下部より円錐状に育っている。春の芽出しのときの、形のいびつな小さい葉は枯れ落ちなくなり、最初に切れ込みと鋸歯が細かくできて展開した葉は大きく育ち、葉柄と併せ7 - 80 cmくらいまで生長するので、全体が円錐状になる。受粉した雌蘂は子房が生育を始め果実となる。受粉した雌蘂は最初、山吹色で5 - 10 mmだが、熟すにつれ白緑色に代わり、長さ20 mmほどになり扁平である。
植物体の先端頭頂部の生長点以外にも、上部の葉柄の付け根から、枝が伸びていき、そこへも花芽が着く。葉、葉柄、地上茎など植物体を傷付けると、同じケシ科の植物で越年草のクサノオウ (Cheridonium majus) や多年生草本のカナダケシ (Sanginaria Canadensis) などと同じような橙黄色の乳汁が出てくるが、これらの植物もタケニグサと同じアヘン系アルカロイドの有毒物質を含み麻酔薬の成分のプロトピン、サンギナリンなどの他アルカロイド（下記参照）を含む。光陽に当たるタケニグサの葉を裏から見ると、乳汁の色が透けて、葉脈が橙色に見える。
同じ位置で永年生育している株の場所は、いくつもの芽を出している場合がある。これは大量に開花し実を結び種子が発芽した有性生殖による子孫の場合と、枝分かれした根茎による栄養繁殖(無性生殖)の結果、一箇所で暁生をしている場合がある。
茎の内部には空洞があり中空、数年生育した株の太い茎を、斜めに切断すると、門松に添えられた竹のように見える。茎の外側に近い部分には、道管が通っているために、橙色に染まっており、場合によっては、乳汁が垂れてくる。茎の空洞の内側には柔らかい白いモケット状で、茎の外側表面は粉白色で平滑である。茎はこすれたりすると、粉白色の極く薄い皮の部分が剥がれ、緑色の内部が出現する。この部分に触ると、乳汁があるので、乳汁自体が見えなくても、表皮が剥けているために橙色に染まる。茎の表面は粉のように見えるが、粉ではない。根は橙色で、年を重ねるほど太くなり、樹木のような外観になるが、木質化はせずにもろい。太くなった根茎を切断すると樹木の年輪に似た鮮紅色の輪ができている。固くはなく、鮮紅色の輪の部分で分離して剥がれたりする。越年後の新芽は年を重ねた株ほど、より太い茎となり、細かな切れ込みと鋸歯を持つ葉を出す。茎の太さが60 mmくらいの株もある。

## 実生苗の発芽生長、越年根茎からの発芽と栄養繁殖での小 - 中群落の形成
土中に混入していた種子がある土地が、他の植物の伐採、大規模な除草、崩落や造成などが行われて植物がない状況になり、陽光が種子に到達することにより休眠打破が行われ、種子が一斉に芽吹くパイオニアプランツ（先駆植物）として知られている。もともとケシ科の植物であるため、種子もいわゆるケシ粒で微細である。そのため、実生苗の新芽も非常に小さく、双葉(子葉)はそれぞれ2 - 3mmの楕円形で、双葉の着く茎も非常に細い。根も糸状で細く3 - 5 mm長くらい。茎の形状も糸状で高さ3 - 5 mmくらいで、最初に出て来る本葉には、細い糸状の長さ3 - 5 mmくらいの葉柄があり、葉身の大きさは3 - 4 mmくらいの長さと幅で、葉縁の形状は鋸歯が少なく全縁に近いものが多い。個体差で1枚目の本葉にも浅裂を呈して星形状になる個体も存在している。
育つにつれ出葉する本葉の葉身の葉縁に浅裂の切れ込みが多く入ってくる。深裂または中裂が4つくらいできて5裂片くらいで、はじめはただ凹むだけであるが、生育を続けるほどに、だんだんと葉縁に細かな切れ込みも増え、深裂または中裂と浅裂の鋸歯が混ざっていく。初年の葉の切れ込みや鋸歯は鈍めで粗く丸みを帯びているこの初年時の茎の径は、生育して高さが200 cmくらいになっても、直径15 mmくらいまでである。この初年の茎はまだ細いので、個体差によって茎の中心部の空洞が細く、中が空ではないように見える個体も存在する。固体差もあるが、葉の切れ込みや鋸歯は初年は粗めで鈍形である。多年生草本であるので、晩秋には地上部は枯死するが、地中の根（根茎）は生存している。真冬の寒気によって休眠打破が行われ、温度の上昇を待つことになる。春季になり気温が上がりだすと、2年目以降では前年に枯死した茎の脇から、既に前年に種子から発芽して、双葉は出し終わっているために、芽吹きから本葉の芽を出してくる。このときの茎は内部にはっきりと空洞が認められる中空の茎である。越年の根（根茎または地下茎）から出る新芽の葉は、葉縁に波状の不規則で細かなな浅裂状の鋸歯がある葉を出し、生育するに従い出して来る葉の葉縁には、はっきりとした切れ込みが細かく入り始め、芽の時の葉縁に細かく鋸歯が確認できる葉が出て来ていると、その葉が育つと大型化して、普通のタケニグサに見られるような菊の葉状になる。
上記の通りに、近い種類にケナシチャンパギクと呼ばれる、葉の裏に毛のまったく生えていない株がある。葉の裏に毛が生えていない他は同形状で、個体差の形状も生育もタケニグサと同様である。
種子にはアリロイドという種子枕がありエライオソームというアミノ酸、脂肪酸、糖分でできている種子枕があり、蟻によって収穫され、蟻に好まれるエライオソームが取り外され、巣に持ち帰られると、種子は廃棄される。そのことによって播種が行われる。蟻散布植物の一つである。その時の場所が、適している陽光地であれば、翌春に直ぐに発芽をし、適していなければ、休眠状態に入り、最適な状況を待つことの可能な植物である。適した陽光向地に種子が落ちた場合には、翌春にすぐに花芽をして生育し、夏期に開花結実し秋に休眠に入り、地上部は枯死するが、地下の根茎は生きており、真冬の寒気で休眠打破が起きる。翌春に本葉の芽を出す。
あるていど生育をすると、根茎から2つ以上の芽を出す栄養繁殖を始める。開花結実は毎年続くので、種子を多く散布し、数年を得た株は、1つの根茎から2つ以上の芽を出す栄養繁殖も行うために、しばしば小 - 中群落を形成する。まれに一面に生育をしている大群落を形成して、初夏から猛夏に掛けて生長した茎頂に白花を一面に開花をさせている箇所に出会うこともある。大体その様な箇所は伐採跡地、崩落跡地、埋め立て地、山林火災跡地などの植物が無くなった箇所であり、先駆植物として、陽光を強く好み1面に繁茂する。春の発芽はやや遅い特徴を持つ。翌年は前年の枯死体が残存するため、自身の肥にもなると同時に、他種の生育が不可能であった植物生育不能地の環境を、他種も生育可能な環境に変化させて行き、次第に自身の群落が縮小して行く。周囲の陽光の届く箇所を残して落とされた種子は休眠状態になり、発芽せず越年の根茎も陽光が届かずに枯死してしまうので、新しく森林が形成されて行き、自身の生育地に陽光が届く箇所を残して、自種の生育適地が無くなることとなり、その結果その箇所での生育株も周囲の陽光地を残して消滅をする。

## 花芽分化と開花

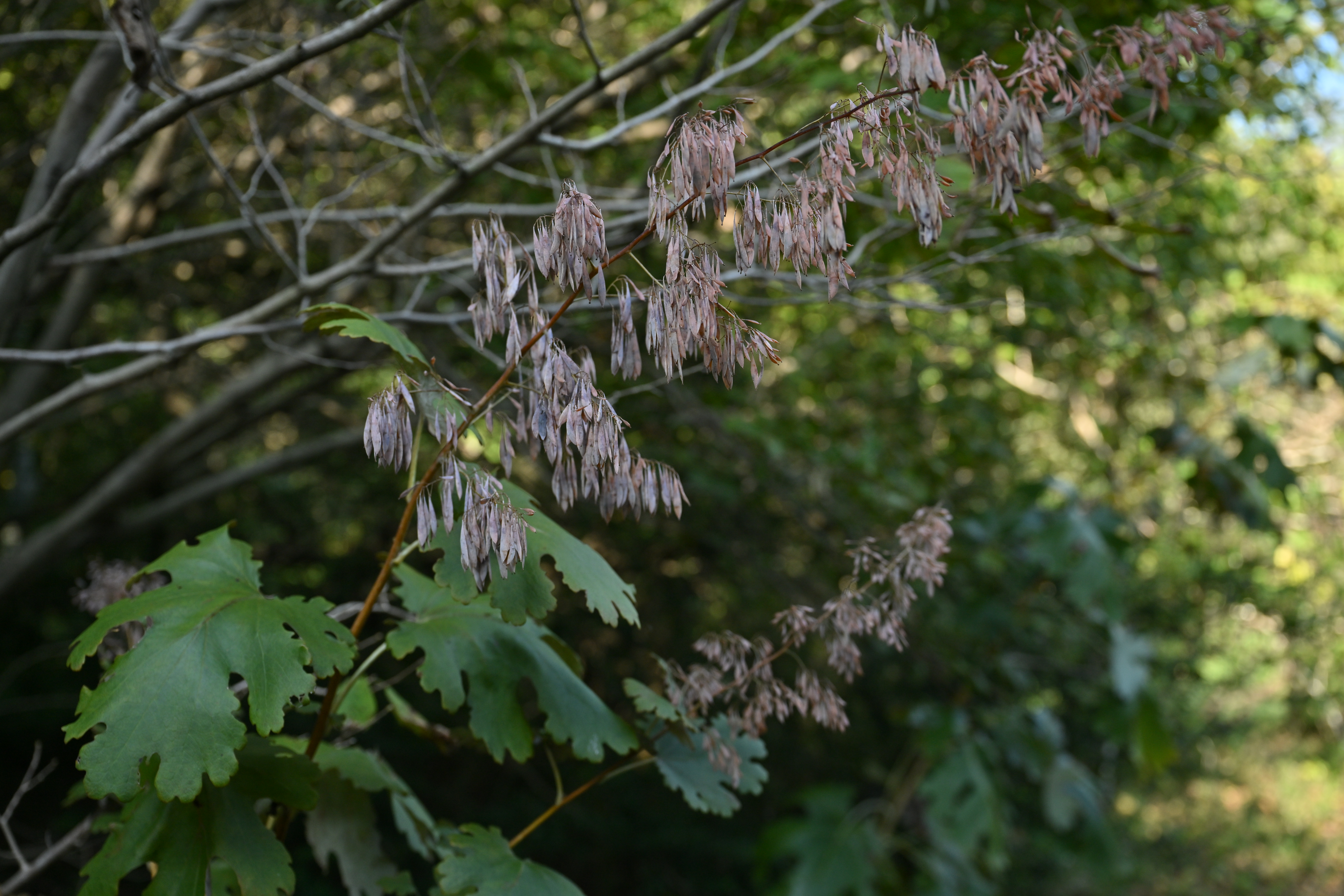
タケニグサの果実（10月）

草丈1 mくらいまでの生長の過程で、黄色い花芽を形成してくるが、生長点だけでなく互生する葉の付け根からも枝を出しはじめる。花芽を持つまでは先端が折れて、切り取れたときなどに、葉の付け根から腋芽を出す。それ以外では、花芽を持ったときから腋芽にも小形の葉を着ける場合もあるが、蕾を着けるのが普通である。枝とあわせてクラスター状の円錐花序を形成して2 mに達するくらいから、蕾が1.5 - 2 cmの蕚が白い花弁状に生育するが、一度に全てが開花するのではなく、下部より順に開花を始めて行く無限花序でもある。成熟した蕾時に花を覆う花弁状に見える白い2枚の蕚は開花と同時に脱落する。蕚片が外れて開花した花は、柱頭が2つに分裂しこの部分と基部は桃色で、花柱は白い雌蘂に、その周囲に細い糸状で開花時は白く黄褐色になり花粉の散布をする。開花当日の夕方には雄蘂は脱落し、1日で花は終了する1日花である。元来風媒花であるので、より花粉を多く増やすために、花弁は雄蘂に変化する遺伝子がある。夏のタケニグサの開花時期に、大気観測が行なわれた場合には多くのタケニグサの花粉が観測されている。しかし、虫媒花の性質をも併せ持ち、花粉を集めに来る昆虫や蜜を集めに来る昆虫が多く集まる。下から順次開花を続けるために、無限花序には下部の果実、その当日に開花した花、翌日に咲く蕚片が花弁状になっている成熟した蕾、そのさらに翌日以降に咲いていく蕾、生育して伸びつつある花芽と、1本の花序で、花の始めから終わるまでの状況のすべてを観察することが可能である。受粉が成功した花は果実となる雌蘂の柱頭の胚乳が山吹色になり、種子を育む。熟してくるにつれ下垂して色が白みがかった薄緑になる。このころには開花も終了し受粉の成功した花が果実となっており、数多くの果実を枝に垂している。花の果実の種子が完熟する頃には秋の寒気で、休眠に入るために、地上部の地上茎、葉などは枯死するので、茶褐色に果実も変色する。そのころには種子が完熟して、種子枕に惹かれた蟻に収穫されて運ばれたり、小形のケシ坊主であるので、ほかのケシ同様に先端からケシ粒状の種子を排出する。

## 乳汁の成分
タケニグサ属植物の植物体に、傷を付けたり、折ったりすると滲出してくる、橙黄色の乳汁の中の成分には、ケシ科の植物に特有のアヘン系植物アルカロイド（Alkaloid）である、モルヒネ類似物質で麻酔薬成分のプロトピン（protopine）、ホモケリドニン（homochelidonine）、サンギナリン（sanguinarine）、ボッコニン（bocconine）、ボッコノリン（bocconoline）、ケレリスリン（chelerythrine．※ケレリトリンと読む場合もあり）塩、αｰアロクリプトフィン (α-allocryptopine) などの医療用麻薬、麻酔薬と同じ成分が含まれ、そのままでは有毒となる。また、かつては民間療法で皮膚病や虫さされに、外用薬として生の乳汁を塗布して使用されていたが、逆に炎症を発症することもある。
麻酔薬、鎮痛剤の成分であり、外用薬や一部内服薬にも用いるとされるが、タケニグサ属と同一物質であるので、そのままでは同じく有毒である。

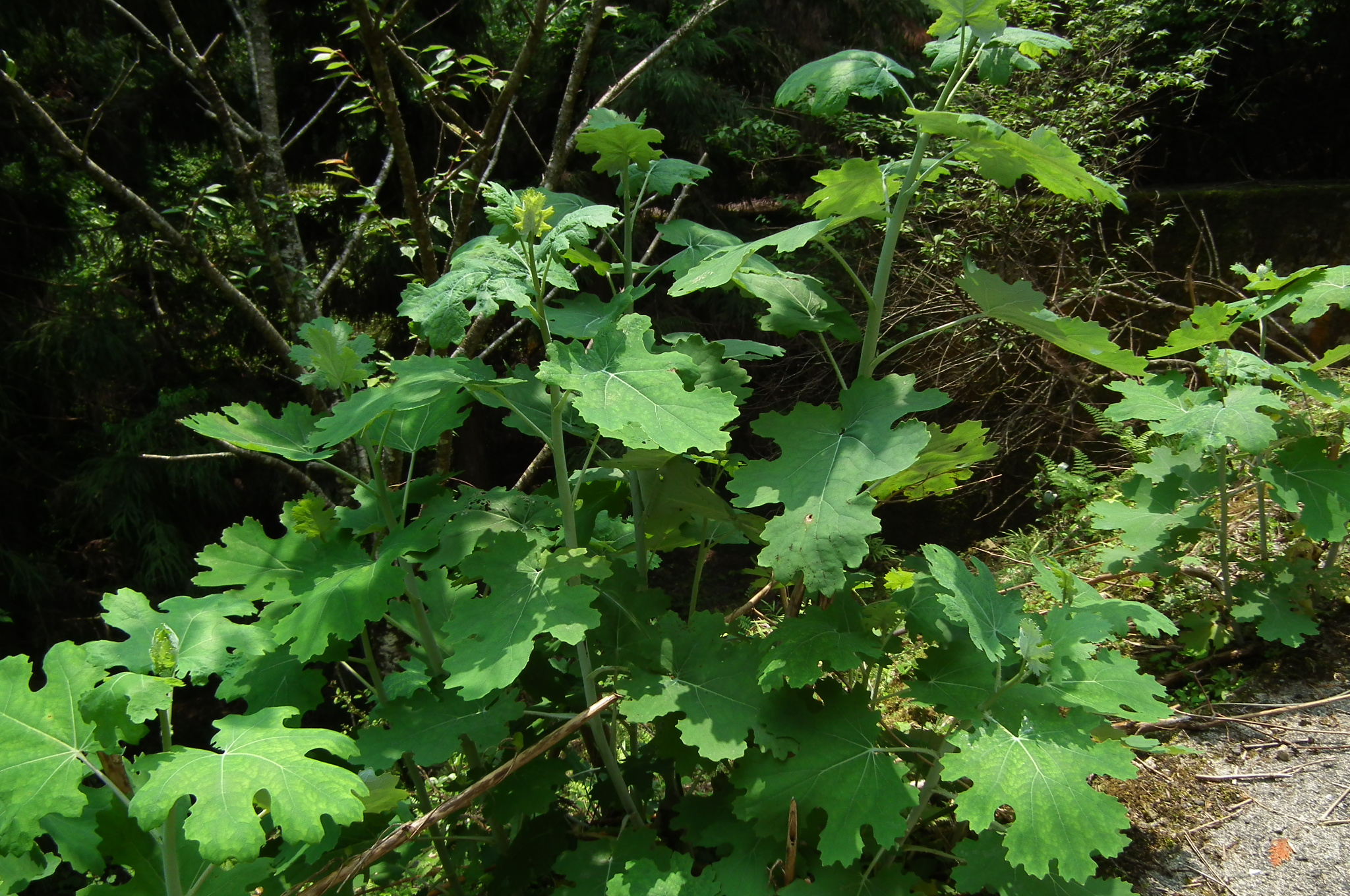
晩春 - 初夏に掛けてのタケニグサの草姿。菊の葉を大きくしたような形の葉の形と、白い茎がわかる。
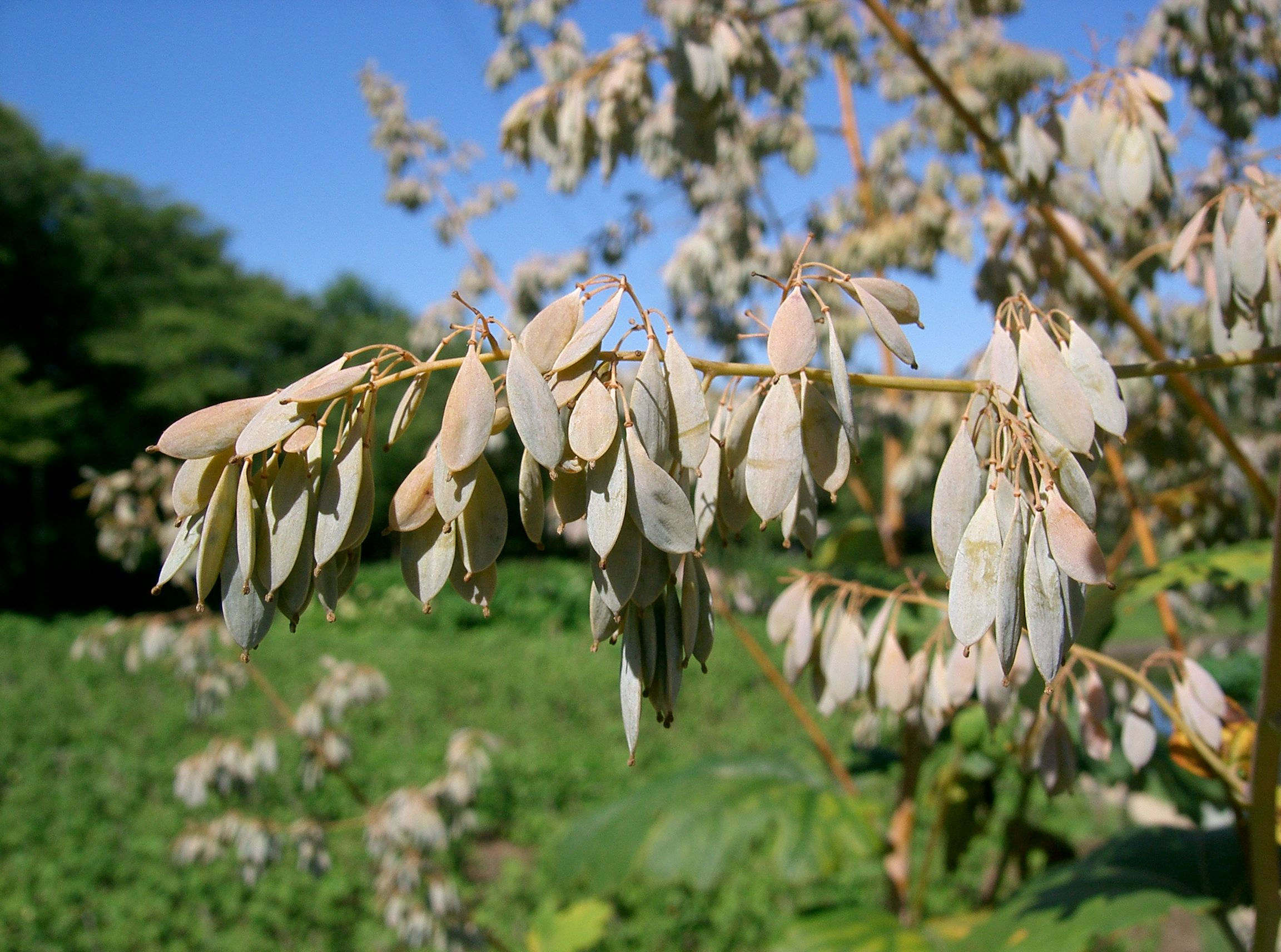
晩夏のタケニグサの未熟果。

## 日本名と別名（日本原産種の近似種）
「竹似草」の日本名の語源には2つの説がある。1つは茎が中空で、竹に似ているからという説で、もうひとつは秋の落葉後に果実だけが残っている姿が、竹の姿に似ているという説である。また、タケニグサの漢字表記には、同音異字のものもある。
迷信のひとつに、竹細工をする前に、このタケニグサと一緒に竹を煮ると、竹が柔軟になって加工がしやすくなるから「竹煮草」だという俗説もある。幾人もの実験により、柔らかくなることがない事実が判明しているが、かたくなに竹を「竹煮草」と一緒に煮沸をすると確かに竹は柔らかくなると、迷信を言い張る人がいる。タケニグサを発酵させて草木染めを行うと、綺麗な黄色に染まるといわれている。
別名は「占城菊（チャンパギク）」という。ケシ科、タケニグサ属の植物は東アジアに2種が原産して、そのうち1種類が日本の原産でタケニグサ (Macleaya coldata) で近似種が、ケナシチャンパギク (Macleaya coldata) 、マルバタケニグサ (Macleaya coldata) である。もう1種類が中国大陸から台湾付近の東南アジア一帯が原産の「小果博落廻」 (Macleaya microcarpa) である。遺伝子の違いからタケニグサ、ケナシチャンパギク、マルバタケニグサは、日本原産の在来種であることが判明している。このタケニグサ属の植物の葉の形状は菊の葉に似ているかもしれないが、花の構造は小さくても雌蘂の花柱の子房が、受粉成熟後に芥子坊主の形状になる。名称は占城菊（チャンパギク）のほうが古来からの名であったが、ケシの仲間であることから、別名のなかで、一番名の通っていた「竹似草（たけにぐさ）」と入れ替えた。
葉の裏面には普通は細い綿毛が密生しているが、葉の裏面に細い綿毛がまったく生えていない無毛の株が存在している。一見同形であるために、葉の裏面を観察しないと見つけられない。「毛無占城菊（ケナシチャンパギク）」（Macleaya coldata）という和名をもつ株である。約40%くらいの確率で見つかった地区があるという。
葉の形が切れ込みのある円形状のものがあり、「丸葉竹似草（マルバタケニグサ）」（Macleaya coldata）という。

## 園芸
タケニグサはとくに欧米では、イングリッシュガーデンの作成にあたり、日本のタケニグサを植え付けることが古来より行われている。園芸品種も創られており、人気の園芸植物となっている。タケニグサを庭園用に植えるために、アメリカやカナダでは、ガーデニング用に持ち込み、庭園に植栽していた Plume Poppy が、アリロイドの種子枕に誘引されたアリに種子を持ち出されたりして、庭園の外でタケニグサやケナシチャンパギクの種子が発芽し、ケシ科の野草として、帰化植物となって繁殖しはじめている。
チェコでは、Bocconia japonica（ボッコニアヤポニカ）日本のボッコニア Bocconia という名称で、タケニグサは園芸植物としての販売や、園芸植物のガイド書物に記載され、愛好されている。

## 利用
日本国内での一番の利用は、盛土高架の道路や、鉄道の法面緑化の先駆けに利用することが、多く研究発表されている。タケニグサ（ケナシチャンパギク）は日本が原産地であるために、特定外来生物として環境に悪影響は与えない。裸地緑化用として栽培および、緑化用途専用として種子の販売も専用業者で行われ、種子の吹き付け散布播種が行われている。この草は裸地状態で、植物の生育に適していなかった土地に、他の植物が生育できる環境を作り出す性質があるため、そのまま放置しておくと、やがてタケニグサは生育不能になり枯死していき、ほかの植物と置き換わっていく。多年草であり、冬季に地上部分が枯死し、表面に枯死した前年の枯死体が残存するために、他の草本や木本植物の種子が定着することが可能となることで、初年度の一面のタケニグサとケナシチャンパギクだけの人工的群落に、他種の植物が発芽が見つかったという。ただし、2000年代に入ると、ニホンジカの食草の好みが変化して来ているようであり、元から当草を食草としていたニホンカモシカだけでなく、本来好みの食草が不足した時にのみ食草としていたニホンジカが、普通に食草として食べる様に変化して来た。実際に定点撮影カメラで撮影された動画とスチル写真が、SNS上に掲載して居る。
害虫駆除や外用薬に使用されていた。葉、葉柄、茎を煎じ、殺虫剤として作物に散布をしていた。「タケニグサの抽出エキス」を原料としたサンギナリン殺虫剤が、天然素材の殺虫剤として橙色の粉末状態のものから、液体状態のものまで、製品が多数紹介されている。製品名称に（マクリアヤコルダータ搾出乳汁）天然サンギナリン-サプリメントと名付けられているが、有毒物質である。ほかに、汲み取り式トイレにはハエが繁殖するので、屎尿の落とし瓶のなかへ、生の茎や葉などを入れて、ハエの幼虫であるうじ虫を駆除していた。殺菌剤としての利用で、タムシなどの皮膚病の外用薬に、生の汁を塗布していた。一部地域の迷信で、この草の橙黄色の乳汁を脚（ふくらはぎとアキレス腱のあいだの部分）に塗布すると、運動会での徒競走で、早く走ることができるようになるといって、実際に塗布をしていた。本来は危険であるため、病変部以外塗布することは止めるべきである。
欧米では庭園用園芸植物として、タケニグサ属（日本原産のタケニグサ、ケナシチャンパギク、マルバタケニグサと、中国大陸東アジア原産の小果博落廻および、園芸品種）の植物が栽培されている。玄関に通じる門から庭を通る通路の両サイドに植え付けて、アクセントにしたり、庭園の芝生のところどころに植え付けている。「はるか東の日本原産で、芸術的な葉の形と、葉の表面以外は白色の植物体で、蕾の時に美しい花弁状の蕚に包まれて、開花すると蕚は外れて落ちるが、美しい羽毛のような花になる。」と英国の園芸植物の書籍に紹介されている。ただし、根茎から次々と芽を出す栄養繁殖が、花の後の実からこぼれるケシ粒ともども発芽するために、はびこりやすいので、生えてほしくない場所で、芽を見つけた場合には、小さなうちに抜き取ることが勧められている。タケニグサ属の植物を花卉植物として花壇、庭への直植えなどガーデニングにも奨められている。

## 日本原産種タケニグサの海外での紹介と植栽、中国大陸原産種と園芸品種
日本では野生植物であるので農家や林業、鉄道の保線等からは雑草として嫌われる傾向もあるのだが、古来依り俳句や、短歌の夏の季語であり、文学の世界や、日本画のモデルとして、屏風や、襖の絵の図柄として、描かれていることが多くあり、古来より好む人たちも多くいる。イギリスの SHOOT GARDEN のサイトで多くの園芸品種が観られる。園芸品種は Macleaya × Kewensis とされている hybrids
・Macleaya Cordata
・Macleaya Microcarpa
・Macleaya×Kewensis．Macleaya cordata×Macleaya Microcarpa．RHS A-Z encyclopedia of garden plants.United Kingdom:Dorling Kindersley.2008.P1136.ISBN1-4053-3296-4.。
欧米では観賞用にイングリッシュガーデンや花壇の植え込みなどへ、日本原産のタケニグサ（およびケナシチャンパギク、マルバタケニグサ）を植栽しており、欧米では大型庭園用に植栽をされる園芸植物として人気で好まれ、花壇などへの植栽にあたっては、この白色の花の日本原産の在来種タケニグサだけで植栽する場合と、いろいろな園芸品種と混植の場合と、植え分けを行う場合とがある。品種改良もされており、大きさや花色を変えた種が作出されている。おもな園芸品種は、下記のとおり。
- マキシム (Maxm) Macleaya miclocarpa Feddeは、高さ150 - 200 cmまでで、小型であり、桃色掛かったベージュの花をつける（英名はどれもPlume poppy）。この園芸品種は中国で作出された。
- 欧米では花色が桃色の園芸品種が、数多く作出されておりピンク マクリアヤ ミクロカルパ（Pink Macleaya microcarpa）は、葉の表面は灰緑で、茎、葉柄、葉の裏面と葉脈は白く根茎は橙色をしていて、ピーチピンクの花を着ける Macleaya miclocarpa。
- スペットチェリールビー（Spet Cherry Ruby）は草丈250 cm以上の大型種で、紫色の花芽を出してくる。
- コーラルプルーム（Colal plume）は濃い桃色の花序を出してくる。Macleaya miclocarpa colal plume.
- 『ケルウェイのコーラルプルーム（Kelweys coral plume） 』RHS(英国王立園芸協会)植物セレクター[39]は、この品種に「ガーデンメリット賞」を与えた。この品種の葉の表面の色は青銅色、葉の裏面、葉柄、葉脈、茎は白い。花はベージュにピンクが掛かっている Macleaya miclocarpa kelweys coral plume.。
- マクレイヤ ミクロカルパ フラミンゴ (Macleaya microcarpa Flamingo) 、現地ではフラミンゴ マクレイヤ ミクロカルパ (Flamingo Macleaya microcarpa、Macleaya cordata,Kewensis.) [40]と呼ばれているMacleaya kewensis。桃色の花を咲かせる。
- ディェモンス、ムェーヴェレス (Demons&Merveilles) - 葉脈、葉柄が桃色がかっている。茎は白く薄桃色がかっている。花は花茎、雌蘂、花柱が濃桃色、萼と雄蘂は薄桃色。葉の形の切れ込みは同じであるが、裂片の鋸歯はとがっているので、スズカケノキの葉にも少し似ているという。桃色花の園芸品種の写真映像は、当（英文サイト）サイトの Macleaya microcarpa のページに、ドイツのベルリン＝ダーレム植物園[41]に植栽の株の写真が掲載されている。ほかのサイトや、書籍では欧米の園芸植物図鑑[42]、[43]にも掲載されている。7種類の園芸品種と、中国大陸原産の小果博落廻の8種類。日本原産の竹似草、毛無占城菊、丸葉竹似草の3種類の、合計11種類のプルームポピー（羽毛ケシ）を、庭園や公園などの植え込みに、欧米全体で植栽をされている。英名以外の言語で、名称があることでわかる。◎Macleaya cordata｡（Willd｡）R｡Br｡.○MacleayayedoensisAnere．○Macleayacordatavar｡yedoensis(Anere)Fedde｡．○Bocconia cordataWilld｡．また、通信販売のカタログサイトの写真には、真っ赤な花を着ける株[44]、桃色の花、橙色の花、黄色の花、紫色の花、朱色の花、赤と白の混ざった花を着ける株、葉や葉柄、茎の色が花と同じ様な色を呈する株が、薄青掛かった色の葉、葉柄、茎を出し同色の花を着ける株や、紫掛かった色の葉、葉柄、茎を出し同色の花を着ける株[45]が確認できる。学名または英名を英文字で検索すれば、見つけることができる。

## 本種を食べる生物
本種は、ヒトなど哺乳類の多数に対して、有毒となる成分を含んでいるが、普通に食べていたニホンカモシカや、ニホンジカが他の普段よく食べている食草がなくなると、タケニグサ（ケナシチャンパギク含む）を食べるときがある。東京八王子の東京都農林水産振興財団の研究所で、定点カメラ撮影をおこなっているが、ニホンジカが普通に好んで真っ先にタケニグサを喰べる姿が撮影され、南アルプス山麓でも普通にタケニグサを喰べるようになっているという。
生物の種類で、毒にも薬にもなる場合もある。タケニグサは人などにとっては有毒植物であるが、ほかにも、この草本の成分が有毒として働かない鱗翅目の昆虫の中では数種類のヨトウムシが食草としている。キバラモクメキリガは、すべての植物が有毒成分を含むケシ科の中のタケニグサ、ケナシチャンパギクの他にも、有毒植物が多いナス科の植物にも卵を産みつける。果樹などの農作物にも卵を産み、卵から孵化した幼虫が葉を食する｡タケニグサ、ケナシチャンパギクに、これらの幼虫が着くと、白い茎と葉柄、葉脈を残して丸坊主に食べつくされる。ほかにも、茎に穴を開けて、茎の中に卵を産み付けるゴボウトガリヨトウの幼虫が茎の中に潜み、タケニグサ、ケナシチャンパギクの茎の内側を食する。このタケニグサ属の植物の特徴である純白の茎に、この虫によって開けられていた産卵のための穴から、幼虫の茶色の糞が出てきているために、それが目立つことで虫に食されている様子が判明する。ほかにナメクジが、タケニグサやケナシチャンパギクなどの、春に越年をした株が出してくる芽を食草としている。

## 文学
タケニグサは古来から夏の季語で、俳句や短歌などの唄に「竹煮草」の煮の文字で多くの俳句が読み込まれているし、短歌でも読まれている。また、タケニグサは古来より屏風や襖の絵画のモデルに多く、日本画に描かれてきている。俳句に唄われるタケニグサが読み込まれている多くの作品の中から一部の作例を示す。俳句の作者のなかには北原白秋が、短歌の作者では若山牧水の名もある。
多くの作品が読み込まれる「煮」の文字での作例を示す。
- 公園の出口違えて‘竹煮草’（満田玲子）
- 十一面の一つの悪相‘竹煮草’（山田涼子）
- ‘竹煮草’昔鉄道官舎かな（北見さとる）
- 馬飼いも馬柵して住めり‘竹煮草’（前田普羅）
- いつよりを夕方といふ‘竹煮草’（片山由美子）
- 切り倒す露もろともの‘竹煮草’（草間時彦）
- 吹く風の葉裏へばかり‘竹煮草’（井沢政江）
- 秋天へ白き葉裏を‘竹煮草’（佐野良太）
- 竹の根の‘竹煮草’など刈るやらん（北原白秋）
- 背伸びして目立ちたがりの‘竹煮草’（川下かつえ）
- ‘竹煮草’一番先に刈らりけり（下間ノリ）
- 名を知ればどこにでもあり‘竹煮草’（関根章子）
- これが‘竹煮草’かと四五人を先へやる（細見綾子）
- 肉身やとどろいてゐる‘竹煮草’（桑原三郎）
- 五輪までせめて早足‘竹煮草’（踏青徒然日記～竹煮草）

など多数存在し、竹煮草は旧来から、人気のある夏（七月）の季語として詠まれてきた。
「竹煮草」の文字でのほかに、本来の意味とされる「竹似草」の綴りを使用しての俳句の唄を読み込んでいて、
「似」の文字を使用しての作例も存在している。
- 背伸びして花を確かむ‘竹似草’（“花の俳句”より）
- 雑野には何より高き‘竹似草’（“行く川のながれ”より）

短歌での作例を示す。
- ‘竹煮草’あをじろき葉の広き葉のつゆをさけつつ小蟻あそべり（若山牧水）